# Jazykovo
Jazykovo (in russo Языково?; in baschiro Языков) è un villaggio della Russia europea orientale, situato nella Repubblica autonoma della Baschiria; appartiene al rajon Blagovarskij, del quale è il centro amministrativo.
Il villaggio si trova sul fiume Karmasan.